# Mihai C. Băcescu
Mihai C. Băcescu (n. 28 martie 1908, Broșteni, județul Neamț, azi județul Suceava – d. 6 august 1999, București) a fost un zoolog, oceanolog și muzeolog român, membru titular al Academiei Române.

## Tinerețe
Născut în satul evocat de Ion Creangă în "Amintiri din copilărie", Mihai Băcescu, copilul învățătorului din sat, își pierde ambii părinți la vârsta fragedă de 4 ani și este crescut timp de 3 ani la Pleșești de o bunică, apoi la Fălticeni de Nicolae Baciu, un unchi matern. La școala primară îl are ca învățător pe Vasile Jitaru (tatăl academicianului Petre Jitaru). Copil de caracter, aventurier și voluntar, trece de la unchiul său la o mătușă tot maternă, apoi la altă bunică din Bogdănești, urmând cu succes cursurile la gimnaziu și la liceul Nicu Gane din Fălticeni, unde îi are ca profesori pe Vasile Ciurea și pe Ioan Hudiță. Acesta din urmă, de asemenea profesor universitar, îl recomandă în 1922 la liceul Bogdan Petriceicu Hașdeu din Chișinău, unde o întâlnește pentru prima oară pe viitoarea sa soție, Eliza (originară din Soroca).

## Studii
În 1928 se înscrie la facultatea de Științe Naturale din Iași, unde urmează cursurile profesorilor Ion Borcea și Paul Bujor, fiind, după doi ani, numit preparator la catedra de Morfologie animală. Se specializează în fauna acvatică și marină, îndeobște în crustacei și pești. În anul 1930  debutează în revista științifică Adamache cu un material inedit despre ”Pescuitul cu fachiul și influența luminii asupra animalelor acvatice”. Nu ocolește nici fauna terestră, obținând licența de biologie în 1933 cu teza: "Vipera berus în Moldova și Basarabia". Imediat după licență, obține bursă de doctorat pentru stațiunea zoologică marină de la Agigea, care, ca și cea de la capul Caliacra, aparținea Institutului Bio-oceanografic de la Constanța. Va petrece cinci ani în aceste instituții, obținând în 1938 doctoratul cum laude pe tema: "Mysidaceele din apele românești" (este vorba de un grup de creveți cu mare importanță trofică). Ca urmare, devine șef de lucrări la catedra de Morfologie animală de la Iași, condusă de Paul Bujor.

## Carieră
În 1939, recomandat de Paul Bujor și de Emil Racoviță, obține o bursă de studii în Franța. Mihai Băcescu, tânăr savant perfect vorbitor al mai multor limbi, face o excelentă impresie la Muzeul național de Istorie naturală din Paris, la Muzeul oceanografic din Monaco și în diferitele stațiuni de biologie marină pe care le vizitează și unde lucrează. Războiul, însă, îl constrânge să se întoarcă grabnic în țară (încă neutră), unde Grigore Antipa îl susține pentru a deveni șef de secție la Muzeul de Istorie naturală din București și șef de laborator la Institutul de cercetări piscicole, cu gradul de profesor universitar. În 1944 Muzeul este parțial distrus de bombardamentele americane, ruse și germane.
După moartea lui Antipa și după război, Mihai Băcescu traversează o perioadă mai dificilă, noul regim comunist ne-având prea multă încredere într-un om "moștenit" de la regimul burghezo-moșieresc, cu mulți prieteni străini. Dar participă la refacerea Muzeului, redeschis în 1948, și capătă treptat stima noilor conducători (care, oricum, aveau nevoie de un savant competent și reputat), fiind în 1949 numit coordonatorul colectivului "Faună" al Academiei R.P.R.. În 1954 devine directorul Institutului de cercetări piscicole, iar în 1958 șef al secției de Oceanologie al Academiei și director al Muzeului Național de Istorie Naturală „Grigore Antipa”, post pe care îl va deține necontestat timp de trei decenii, continuând să cerceteze, să publice articole științifice, să predea, să conducă lucrări de muzeologie, de cercetare, de publicare, să călăuzească nu mai puțin de 14 doctoranți în oceanologie, să reprezinte instituțiile pe care le conducea, și însăși România, în numeroase conferințe și simpozioane internaționale.
Deși s-a pensionat în 1988, la vârsta de 80 de ani, a rămas activ și apropiat de Muzeu până la ultima suflare. Fiica sa Dr. Pr. Lotus Meșter predă și dânsa Biologia la Facultatea de Biologie din București.

## Citate
- Omenirea trebuie să reacționeze înainte ca o catastrofă ecologică să apuce a transforma azurul apelor oceanelor într-un lichid murdar, rău mirositor și cu irizații de petrol[3] ;
- Patriot este nu omul care pretinde că-și iubește neamul dar care distruge patrimoniul, resursele și apele țării, ci acela care le ocrotește[4] ;
- Gradul de civilizație al unui colectiv se măsoară cu patru instrumente : starea bibliotecii, starea spațiilor verzi, starea toaletelor, și soarta făcută celor mai modești[5].

## Aprecieri postume
- Muzeul de Științe Naturale din Fălticeni îi poartă numele din anul 1993;
- o stradă din municipiul Suceava îi poartă numele.

## Expediții
- Pe Marea Neagră cu navele Institutului Bio-oceanografic de la Constanța, 1933-1938.
- Pe Marea Mediterană cu navele Stațiunii de Biologie marină de la Banyuls Franța, 1939.
- În Oceanul Pacific pe bordul navei americane "Anton Brunn", 1965.
- În Marea Caraibilor pe bordul navelor de cercetare cubaneze, 1967.
- În Oceanul Atlantic pe bordul navei franceze "Thalassa", 1971.
- În Oceanul Indian în cadrul expediției organizată de Muzeul Național de Istorie Naturală „Grigore Antipa” în Africa, 1973.
- În Marea Neagră la bordul navei franceze Calypso a lui Jacques-Yves Cousteau, și în Oceanul Indian pe bordul navei franceze "Thalassa", 1977.

## Cărți
- "Fauna Mării Negre" cu Sergiu Cărăușu, Ed. "Cartea Românească", 1932.
- "Două specii noi de pești din fauna României", Ed. "Cartea Românească", 1943.
- "Peștii așa cum îi vede țăranul pescar român", Ed. "Inst. de cercetări piscicole", 1947.
- "Cumaceele" (Crustacei), Ed. Academiei, 1951.
- "Mysidaceele" (Crustacei), Ed. Academiei, 1954.
- "Păsările în nomenclatura și viața poporului român", Ed. Academiei, 1961.
- "Bibliografia română a Mării Negre", Ed. UNESCO, 1965.
- "Uzina Aqua", Ed. "Ion Creangă", 1977.
- "Muzeele de Istorie naturală ale lumii", Ed. UNESCO, 1979.
- "Muzeele și protecția mediului ambient", Ed. "Sargetia", 1983.
- "Jacques-Yves Cousteau cu sabia de cristal" Ed. Academiei, 1990.
- "Contribuții la cunoașterea folclorului zoologic românesc", Ed. Academiei, 1996.
- "Mysidaceele din Indonezia", Ed. Academiei, 1997.

## Alte publicații
- Băcescu, M. (1950). "Cumaceii Mediteraneeni modificați de mediul pontic. "Analele Academiei Republicii Populare Romîne" Tomul 3(Memoriul 2): 453-457.
- Băcescu, M. (1951). "Cumacea." "Analele Academiei Republicii Populare Romîne" Tomul 4(1): 5-91.
- Băcescu, M. (1951). "Nannastacus euxinicus n. sp., Cumaceu nou găsit în apele Mării Negre." Comunicările Academiei R.P.R 1(7): 585-592.
- Băcescu, M. (1956). "Cumopsis fagei n. sp., Cumacé nouveau, provenant des eaux du littoral français de la Manche." Vie et Milieu 7(3): 357-365.
- Băcescu, M. (1961). "Deux espèces nouvelles de Makrokylindrus, sous-genre Vemakylindrus n. sp. (Crustacés, Cumacés) des eaux tropicales du Pacifique (Côtes américaines)."Analele Academiei Republicii Populare Romîne" Tomul 6(3): 326-333.
- Băcescu, M. (1961). "Contribution a l'étude des Cumacés de la Méditerranée et particulièrement des côtes d'Israël." Rapports et Procès-verbaux des réunions de la C.I.E.S.M.M 16: 496-502.
- Băcescu, M. (1962). "Contribution a la connaissance du Genre Makrokylindrus Stebbing (Crustacea, Cumacea)." Abyssal Crustacea 1: 210-222.
- Băcescu, M.-Meșter, L. (1967). "Contribution to the knowledge of the Genus Leptostylis Sars (Cumacea): three new species collected by the Vema expedition." Crustaceana 13(18): 266-274.
- Băcescu, M. (1969). "Deux Cumacés nouveaux: Diastyloides carpinei n. sp. dans la Méditerranée et Hemilamprops lotusae dans l'Atlantique Argentin." Revue Roumaine de Biologie, "Analele Academiei Republicii Socialiste România" Tomul 164-171.
- Băcescu, M. (1971). "Cumacea from the littoral waters of Florida (Caribbean Sea). "Travaux du Muséum d'Histoire Naturelle Grigore Antipa" 11: 7-23.
- Băcescu, M. and Z. Muradian (1972). "Trois espèces nouvelles de Procampylaspis (Cumacea) des eaux de la Mauritanie (Atlantique Tropical de l'est)." Revue Roumaine de Biologie, Analele Academiei Republicii Socialiste România, Tomul 17(3-13).
- Băcescu, M. and Z. Muradian (1972). "Nouvelles espèces de Nannastacidae (Crustacés, Cumacés) dans les eaux Sahariennes de l'Atlantique." Rev. Trav. Inst. Pêches Marit 36(3): 255-269.
- Băcescu, M. (1972). "Archaeocuma and Schizocuma, new genera of Cumacea from the American tropical waters." Revue Roumaine de Biologie, "Analele Academiei Republicii Socialiste România" Tomul 17: 241-250.
- Băcescu, M. (1972). "Cumella africana n. sp. and Makrokylindrus (Coalescuma) reyssi n. sp. (Cumacea, Crustacea) from the Saharan bottom of the Atlantic." Revue Roumaine de Biologie, "Analele Academiei Republicii Socialiste România" Tomul 17(143-151).
- Băcescu, M. (1973). "Bibliographia Cumanceorum." "Analele Institutului român de Cercetări marine", I.R.C.M., Tomul 5,6: 226-261.
- Băcescu, M. and Z. Muradian (1974). "Floridocuma selvakumarani gen. nov., sp. nov. and Bathycumella est-Africana gen. nov., sp. nov.- new Nannastacidae (Cumacea) from over 200 m depth." Travaux du Muséum d'Histoire Naturelle Gigore Antipa: 103-110.
- Băcescu, M. and Z. Muradian (1974). "Campylaspenis, Styloptocuma, Atlantocuma, new genera of Cumacea from the deep waters of the Atlantic." Revue Roumaine de Biologie, Analele Academiei Republicii Socialiste România, Tomul 19(2): 71- 79.
- Băcescu, M. and Z. Muradian (1974). "New Cumacea from the North-Western Atlantic: Ceratocuma panamensis n. sp., Cimmerius costlowi n. sp. and some comments upon Petalosarsia declivis (G. O. Sars)." Revue Roumaine de Biologie, Analele Academiei Republicii Socialiste România, Tomul 19: 217- 227.
- Băcescu, M. and Z. Muradian (1975). "New Cumacea from the Red Sea." Travaux du Muséum d'Histoire Naturelle Grigore Antipa: 35-69.
- Băcescu, M. and Z. Muradian (1976). "Bathylamprops motasi, sp. n. from the West Atlantic and some considerations on the genus." Studii si Cominicari, Muzeul de Stiintele Naturii Bacau: 15-19.
- Băcescu, M. and Z. Muradian (1977). "Species of the Genus Cumella (Cumacea, Nannastacidae) from the Western tropical Atlantic." Travaux du Muséum d'Histoire Naturelle Gigore Antipa 18: 89-101.
- Băcescu, M. and Z. Muradian (1977). "Cubanocuma gutzui gen. et. sp. n. (Cumacea, Nannastacidae) from the tropical Western Atlantic." Revue Roumaine de Biologie, Academia Republicii Socialiste Romania 22(1): 3- 9.
- Băcescu, M. and Z. Muradian (1978). "Fontainella mediterranea gen. n., sp. n., Cumacé (Pseudocumatidae) trouvé en Méditerranée orientale." Revue Roumaine de Biologie, Academia Republicii Socialiste Romania 23: 3-7.
- Băcescu, M. (1979). "Heteroleucon heardi n. sp. from the Mexican Gulf." Revue Roumaine de Biologie, "Analele Academiei Republicii Socialiste România" Tomul 24: 95- 97.
- Băcescu, M. (1982). "Contributions à la connaissance des Cumacés de la mer de Marmara et de l'Égée (Ile d'Eubée)." "Travaux du Muséum d'Histoire Naturelle Grigore Antipa" 24: 45-54.
- Băcescu, M. (1982). "Contribution a l'étude des Cumacés de la Méditerranée et particulièrement des côtes d'Israël." Rapports et Procès-verbaux des réunions de la C.I.E.S.M.M. 16(2): 495-501.
- Băcescu, M. (1988). Cumacea I (Fam. Archaeocumatidae, Lampropidae, Bodotriidae, Leuconidae). Den Haag, Academic Publishing.
- Băcescu, M. and E. L. De Quieroz (1985). "The contribution of Cumacea in the feeding of the Rajidae Sympterigia acuta and S. bonaparti from Rio Grande do Sul- S. Brazil." Travaux du Muséum d'Histoire Naturelle Grigore Antipa 27: 9-18.
- Băcescu, M. and L. B. Hothuis (1988). "Bodotria Goodsir, 1843 (Crustacea, Cumacea): proposed conservation." Bulletin of Zoological Nomenclature 45(4): 264-266.
- Băcescu, M. and L. B. Hothuis (1988). "Iphinoe Bate, 1856 (Crustacea, Cumacea): proposed conservation." Bulletin of Zoological Nomenclature 45(4): 267-269.
- Băcescu, M. and L. B. Hothuis (1988). "Leucon Krøyer, 1846 (Crustacea, Cumacea): proposed conservation." Bulletin of Zoological Nomenclature 45(4): 270-271.
- Băcescu, M. (1990). "New Cumacea from Northern Australian waters." Beaufortia 41(2): 9-13.
- Băcescu, M. (1991). "Campylaspis wardi n. sp. and Gynodiastylis nordaustraliana n. sp. from the littoral waters of Northern Australia." Travaux du Muséum d'Histoire Naturelle Grigore Antipa 31: 317-322.
- Băcescu, M. (1991). "Formations sous-marines des Bermudes." Revue Roumaine de Biologie,"Analele Academiei Române" Tomul 36: 1-5.
- Băcescu, M. (1992). "Sur quelques Cyclaspis (Crustacea, Cumacea) des eaux du nord-ouest de l'Australie." Travaux du Muséum d'Histoire Naturelle Grigore Antipa 32: 251-256.
- Băcescu, M. (1992). "Deux espèces nouvelles de Cumella (Crustacea, Cumacea) des grottes sous-marines de Bermuda." Travaux du Muséum d'Histoire Naturelle Grigore Antipa 32: 257-262.
- Băcescu, M. (1992). Cumacea II: Families Nannastacidae, Diastylidae, Pseudocumatidae, Gynodiastylidae et Ceratocumatidae. Den Haag, Academic Publishing.
- Băcescu, M. (1994). "The list of taxa described by Mihai Băcescu." Travaux du Muséum d'Histoire Naturelle Grigore Antipa 34: 611-615.
- Băcescu, M. and I. Petrescu (1991). "New Cumacea (Crustacea, Peracarida) from the littoral waters of Brazil." Travaux du Muséum d'Histoire Naturelle Grigore Antipa 31: 327-340.
- Băcescu, M. and I. Petrescu (1999). Traité de Zoologie, Anatomie, Systématique, Biologie. Mémoires de l'Institut Océanographique de Monaco. P.-P. Grassé. Paris, Masson. 7, Fascicule IIIA.

## Publicații și instituții create
- Revista Muzeelor (1963)
- Muzeul Apelor „Mihai Băcescu” din Fălticeni (1982)

## Afilierea la societăți
- Membru corespondent al Academiei de Științe din România (din 3 iunie 1941)[6]
- Membru al Societății zoologice franceze (din 1942).
- Membru al Societății de Biogeografie din Franța (din 1948).
- Membru al Societății limnologice internaționale (din 1955).
- Membru fondator al Societății internaționale de Limnologie pentru studiul Dunării (din 1956).
- Membru al Comisiei internaționale pentru explorarea științifică a Mării Mediternane (C.I.E.S.M.M., din 1960; vice-președinte în 1963).
- Membru corespondent al Academiei Române (din 1963).
- Reprezentant al României la Comisia oceanografică interguvernamentală (C.O.I., din 1964 în 1969).
- Membru al Comitetului internațional al Muzeelor (I.C.O.M., din 1965) și președinte al Comitetului Muzeelor științifice din acest Consiliu (până în 1974).
- Președinte al Comitetului de Benthos din C.I.E.S.M.M. (din 1966, Jacques-Yves Cousteau fiind secretar general).
- Membru al Societății Senkerbergiană din Frankfurt, Germania (din 1968).
- Membru al Academiei de științe din Ecuador (din 1969).
- Membru de onoare al Societății internaționale de Hidrobiologie al Academiei de științe din URSS (din 1974).
- Membru asociat al Muzeului național de Istorie naturală francez și membru pe viață al Comitetului de perfecționare al Institutului oceanografic din Paris (din 1978).
- Membru titular al Academiei Române (din 1990).

## Distincții
- Premiul Academiei R.P.R. „Emil Racoviță” (1957)
- Ordinul Muncii clasa a II-a (1963) „pentru merite deosebite în muncă și rodnică activitate, cu prilejul împlinirii a 15 ani de la înființarea Academiei Republicii Populare Romîne”[7]
- Ordinul „Meritul Cultural” clasa I (28 iunie 1971) „în semn de prețuire a personalului didactic pentru activitatea meritorie în domeniul instruirii și educării elevilor și studenților și a contribuției aduse la dezvoltarea învățămîntului și culturii din patria noastră”[8]
- Ordinul „Meritul Științific” clasa I (4 iulie 1978) „pentru merite deosebite în dezvoltarea cercetării biologice și contribuția valoroasă adusă în domeniul oceanologiei, cu prilejul împlinirii vîrstei de 70 de ani”[9]
- Medalia și premiul Manley-Bendall Albert I de Monaco (1978)
- Președinte de onoare al Ligii drepturilor copiilor din România (1991)
- Cetățean de onoare al orașului Fălticeni (1993)
- Diploma și medalia de onoare a județului Suceava (1998)